# Liolaemus scrocchii
Liolaemus scrocchii — вид ігуаноподібних ящірок родини Liolaemidae. Ендемік Аргентини.

## Поширення і екологія
Liolaemus scrocchii мешкають на північному заході Аргентини, в провінціях Жужуй і Сальта. Вони живуть на високогірних луках пуна, місцями порослих чагарниками. Зустрічаються на висоті від 4000 до 4700 м над рівнем моря. Є всеїдними і живородними.